# Laski (Żagań)
Laski (także: Nowe Laski lub Kolonia Laski) – część Żagania.
Dawna kolonia zlokalizowana na terenie żagańskiego Lasu Miejskiego, zwana dawniej Neue Forst Kolonie, Neuer Kauz lub Kauzhäuser. Założona w latach 1786-87. Obecnie stanowi część Żagania. Należała do komory żagańskiej. Funkcjonowała tu gospoda Zum Gerichtskretscham, której właścicielem był Carl Labisch. W 1840 istniało tu 16 chałup, 30 ław bawełniarskich i 13 ław lniarskich. Łączna liczba mieszkańców wynosiła 113 (w tym 46 katolików). W 1957 otwarto tu pierwszą w Żaganiu filię biblioteczną. Skrajem Lasek przebiega linia kolejowa nr 389 do Jankowej Żagańskiej.